# Banságar
Banságar (hindsky बाणसागर) je přehrada na řece Són, pravém přítoku Gangy, v Madhjapradéši, jednom ze svazových států Indie.
Nachází se přibližně osmatřicet kilometrů jižně od Rewy na jihovýchodě Madhjapradéše. Byla vystavena v letech 1978–2006 a zaplavila 336 vesnic. Má plochu 587,5 km². Přehradní hráz má výšku 67,5 m a délku 405 m.  Přehrada jednak zásobuje vodou, a to Madhjapradéš (2490 km²), Uttarpradéš (1500 km²) a Bihár (940 km²), jednak je na přehradě vodní elektrárna s výkonem 425 MW.